# Tarek Boukensa
Tarek Boukensa, född 19 november 1981, är en algerisk friidrottare. Han deltog vid olympiska sommarspelen 2004 och olympiska sommarspelen 2008.